# Ophiura imprudens
Ophiura imprudens är en ormstjärneart som först beskrevs av Jean Baptiste François René Koehler 1906.  Ophiura imprudens ingår i släktet Ophiura och familjen fransormstjärnor. Inga underarter finns listade i Catalogue of Life.